# Кокманка
Ко́кманка (рос. Кокманка) — річка в Удмуртії (Красногорський район), Росія, ліва притока Пестері.
Річка починається за 2 км на південний захід від села Старе Кичино. Тече на південний захід, впадає до Пестері нижче села Кокман. Течія повністю протікає через ліси, біля гирла заболочена. Приймає декілька приток.
Над річкою розташоване село Кокман, де збудовано автомобільний міст.